# Вулиця Базарна (Львів)
Ву́лиця База́рна — вулиця у Шевченківському районі міста Львова, в місцевості Клепарів. Сполучає вулиці Джерельну та Ветеранів. Прилучаються вулиці Броварна, Водна та Крехівська.

## Історія
В південній частині вулиці з XIV століття існував єврейський цвинтар з великою поховальною синагогою, зруйнований під час німецької окупації Львова у 1941—1944 роках, а остаточного знищення зазнав у 1950-х роках, коли на місці цвинтаря зведено ринок, перенесений сюди після Другої світової війни з сучасної площі Князя Ярослава Осмомисла (колишній базар Краківського передмістя Львова).

## Назва
До 1930-х років вулиця мала назву Шпитальна Горішня, у 1934 році отримала назву вулиця Шляйхера, на честь польського громадського діяча Філіпа Шляйхера. У період німецької окупації вулиця мала назву Браугаусґассе. Сучасну назву вулиця отримала у 1950 році, коли почалася розбудова Краківського ринку.

## Забудова
У житловій забудові вулиці Базарної переважають класицизм, модерн та конструктивізм 1960-х років. З непарного боку розташований Краківський ринок (№ 11) та Львівська пивоварня. З розширенням Краківського ринку у 1990-х роках частина будинків з парного боку від початку вулиці до вулиці Крехівської опинилися фактично на території ринку. У будинку № 20 за радянських часів розташовувався інститут конвеєробудування об'єднання «Конвеєр», у 1990-ті його приміщення були переобладнані під торговельні павільйони. За радянських часів на площі перед базаром розташовувалася автостанція № 4, звідки вирушали приміські автобуси у північному напрямку, а в будинку під № 36 містилася майстерня з ремонту та виготовлення спеціального аптечного обладнання. 
Також з 1939 року для розширення території Львівського пивзаводу було знесено стару забудову з непарного боку вулиці.
Історичну цінність мають будинки № 10, 12, 28, 34, 48. Наприкінці 1960-х років у кварталі між вулицями Водною та Ветеранів було зведено п'ятиповерховий житловий будинок у стилі радянського конструктивізму.